# آلبرتو آپاریسیو
آلبرتو آپاریسیو (اسپانیایی: Alberto Aparicio‎؛ زادهٔ ۱۱ نوامبر ۱۹۲۳) بازیکن فوتبال اهل بولیوی بود.
وی همچنین در تیم ملی فوتبال بولیوی بازی کرده‌است.